# Isenach
Isenach – rzeka w południowo-zachodnich Niemczech o długości 36 km. Jest lewym dopływem Renu. Źródło rzeki znajduje się w okolicach miejscowości Carlsberg, w Lesie Palatynackim. W okolicach Bad Dürkheim rzeka przełamuje się przez grupę piaskowcowych wzgórz Haardt. We Frankenthal Isenach skręca w kierunku północnym, a w gminie Bobenheim-Roxheim wpływa do Renu.